# Hazas de Cesto
Hazas de Cesto – gmina w Hiszpanii, w prowincji Kantabria, w Kantabrii, o powierzchni 21,89 km². W 2011 roku gmina liczyła 1526 mieszkańców.